# Manuel López-Mora Villegas
Manuel López-Mora Villegas fue un arquitecto español. 

## Biografía
Realizó su trabajo profesional principalmente en Madrid, algunas rehabilitaciones se hicieron en edificios que posteriormente se convirtieron en salas de cine, algunos ejemplos son el Frontón Central a finales del siglo XIX o el cine Doré (1925). Corrieron a su cargo proyectos como la construcción del cine Proyecciones de la calle Fuencarral en 1932, junto a Antonio Sala Bazán, o el cine Vallehermoso (1945), en el número 27 de la calle homónima. Su estilo se inscribió dentro del denominado racionalismo madrileño.